# كاوبوي في الدبدبه (مسرحية)
مسرحية كاوبوي في الدبدبة قدمها المسرح الشعبي في عام 1970 وهي من تأليف وإخراج عبد الرحمن الضويحي وقصة المسرحية تتحدث عن تاجر يحب المسرح ويريد أن ينتج مسرحية وهو لايفهم شئ بالمسرح ولا بفن، التمثيل ويقوم بجمع الاشخاص وهم لايعرفون التمثيل ويجعلهم ممثلين واخيراً يتفقون على قصة مسرحية يطلقون عليها اسم كاوبوى في الدبدبة والدبدبة منطقة في صحراء الكويت.

## فكرة المسرحية
تكشف المسرحية أسباب الانحراف والضعف في الفن المسرحي، وهي (كما يرا المؤلف) ترجع إلى تسرب الجهلاء المتاجرين والمستغلين إلى هذا الحقل، وتدخل الأغراض الشخصية والأحقاد والأثرة بين العاملين في المسرحية الواحدة، وتجنيد الدعاية الزائفة والاعتماد على المظاهر لا الجوهر.

## الممثلين
حسب الظهور
- عبد العزيز المسعود
- فيحان العربيد
- خالد العبيد
- إبراهيم الصلال
- أحمد الصالح
- أحمد مساعد
- عبد العزيز النمش
- بدر المفرج
- ابتسام حسين
- رضا علي حسين

## طاقم العمل
- تأليف - إبراهيم العواد
- المخرج المساعد - خالد عبد الله الصقعبي
- مهندس الديكور - خالد عبد الله الصقعبي
- الحركة المسرحية - عبد العزيز الفهد
- الحركة المسرحية - صالح الشايجي
- التلقين - عبد الامام عبد الله
- الاكسسوار - علي بعركي
- الاكسسوار - محمد الفريح
- الإضاءة - محمود نصير
- الإضاءة - عبدالله المنيع
- الماكياج - محمد عبدالحميد
- المؤثرات الصوتية - عبدالله عيسى
- المؤثرات الصوتية - عدنان حامد
- تنفيذ الديكور - إبراهيم عثمان
- تنفيذ الديكور - عمر الربان
- الملابس - غلام شريف
- الاخراج المسرحي - عبدالرحمن الفتوحي
- تصوير - عبدالحسين كرم
- تصوير - حسين عبدالله
- تصوير - علي حسين
- مونتاج الكتروني - محمد ميرزا
- مراقبة الصوت - طالب عوض
- مراقبة الصورة - جعفر محمد
- تسجيل فيديو تيب - محمد الديكان
- تسجيل فيديو تيب - راشد ابراهيم
- الإضاءة - محمد أبو قماز
- ساعد في النقل - بدر العدواني
- اخراج تلفزيوني - عبدالرحمن الشايجي

## وصلات خارجية
المسرحية كاملة على يوتيوب